# Damian Hinds
Damian Patrick George Hinds, né le 27 novembre 1969 à Paddington, est un homme politique britannique, membre du Parti conservateur.
De 2021 à 2022, il est ministre d'État à la Sécurité et aux Frontières au sein du gouvernement de Boris Johnson. 
Du 27 octobre 2022 au 5 juillet 2024, il est Ministre d’État à la Justice, en charge des prisons et de la probation puis aux Écoles au sein du gouvernement Sunak.

## Éducation
Hinds fait ses études au Collège Saint-Ambroise, une école catholique à Altrincham dans le Cheshire, puis à l'Université d'Oxford, où il étudie la Philosophie, la Politique et l'Économie et atteint le "first class degree". Il est président de l'association Oxford Union Society.

## Carrière
Hinds est président du Groupe bow en 2001-02.
Il se présente dans la circonscription de Stretford et Urmston lors des élections générales de 2005, et termine à la deuxième place, derrière la sortante, Beverley Hughes.
Aux Élections générales britanniques de 2010 Hinds est élu député de l'Est Hampshire avec 56,8% des voix. Il succède à Michael Mates, qui ne s'est pas représenté.
Il est Secrétaire d’État au Trésor de mai 2015 jusqu'à ce qu'il soit nommé Ministre de l'Emploi au Ministère du Travail et des Retraites par le Premier Ministre le 19 juillet 2016. Il est ensuite secrétaire d'État à l'Éducation du 8 janvier 2018 au 24 juillet 2019. De 2021 à 2022, il est ministre d'État à la Sécurité et aux Frontières au sein du gouvernement de Boris Johnson. Le 27 octobre 2022, il est nommé Ministre d’État à la Justice, en charge des prisons et de la probation, au sein du gouvernement Sunak.